# 恰萨尔
恰萨尔，是匈牙利科马罗姆-埃斯泰尔戈姆州所辖的一个村。总面积67.80平方公里，总人口1765，人口密度26.0人/平方公里（2011年1月1日）。